# Area metropolitana di Portland

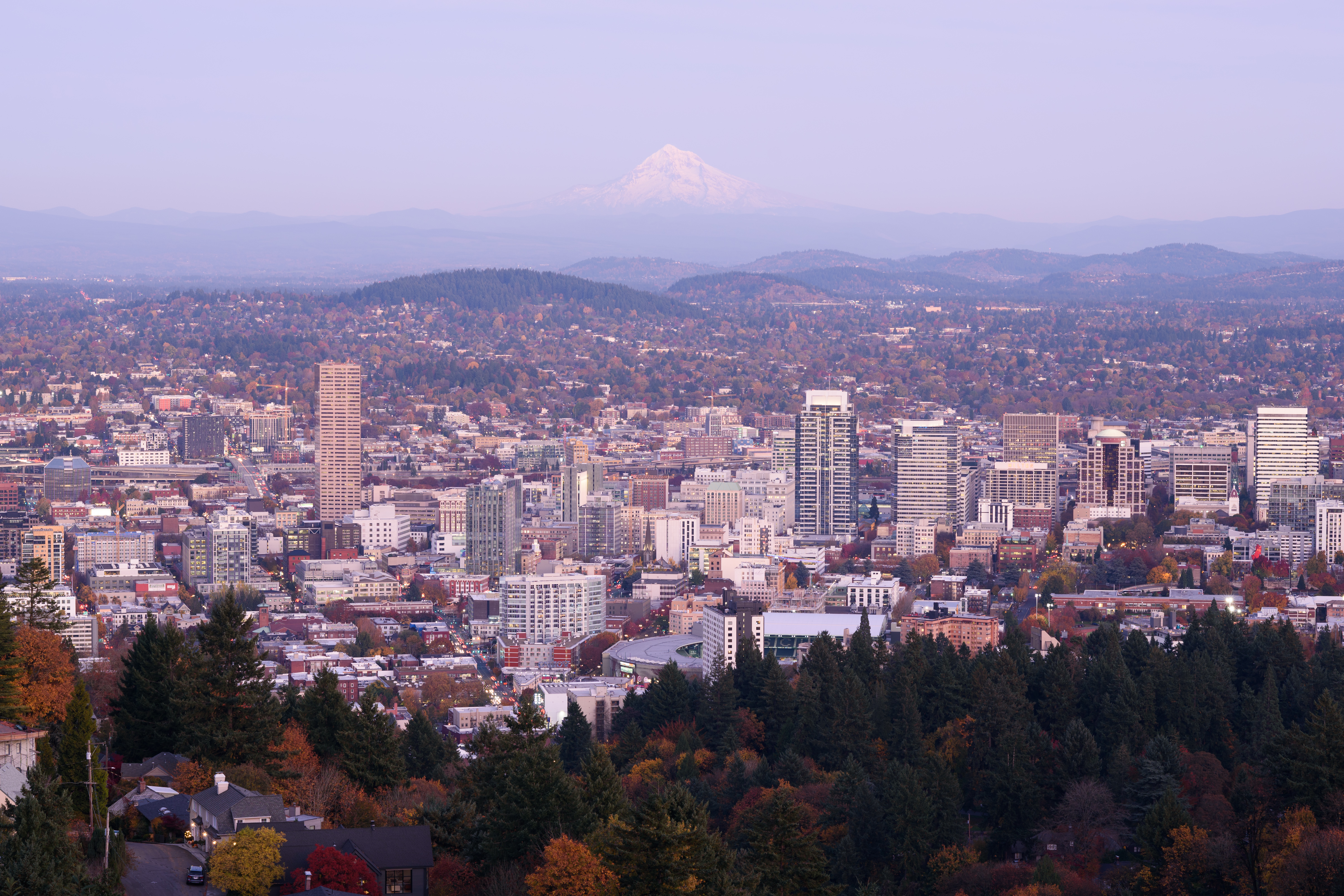
Panorama di Portland

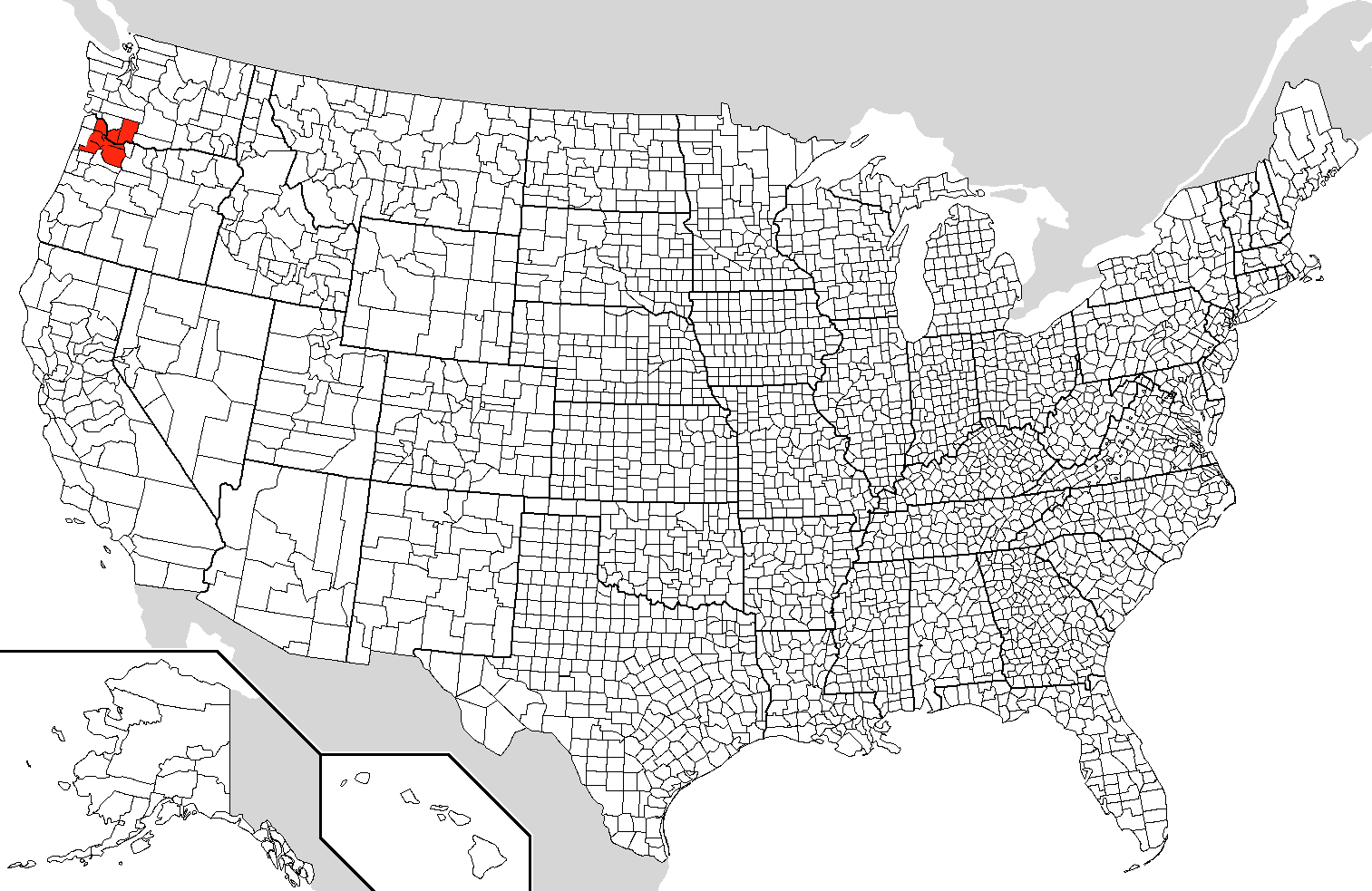
L'area metropolitana di Portland è indicata in rosso

L'area metropolitana di Portland o Greater Portland è un'area metropolitana degli Stati Uniti che comprende gli stati di Oregon e Washington, la quale sua città più importante è Portland, nell'Oregon. L'Ufficio per la gestione e il bilancio (OMB) la identifica come area statistica metropolitana di Portland-Vancouver-Hillsboro, OR-WA, un'area statistica metropolitana utilizzata dall'Ufficio del censimento degli Stati Uniti e altre entità. Secondo l'OMB, la sua area comprende le contee di Clackamas, Columbia, Multnomah, Washington e Yamhill nell'Oregon, e Clark e Skamania nello stato di Washington. La popolazione dell'area metropolitana era stimata in 2 753 168 abitanti nel 2017.
La parte dell'Oregon dell'area metropolitana è il più grande centro urbano dello stato, mentre la parte nello stato di Washington dell'area metropolitana è il terzo centro urbano più grande dello stato dopo Seattle (l'area urbana di Seattle comprende Tacoma ed Everett) e Spokane. Parti di questa sono sotto la giurisdizione di Metro, un governo regionale eletto direttamente che, tra le altre cose, è responsabile della pianificazione dell'uso del territorio nella regione.